# Cueva de la Cocina
La Cueva de la Cocina (en français : grotte de la Cuisine) est une grotte ornée localisée à la marge droite du ravin de la ceinture des fenêtres (es : Cinto Ventanas), à une altitude de 400 mètres, sur le territoire de la commune de Dos Aguas Province de Valence, Espagne.

## Description
Il s'agit d'une grotte de grande dimension formée dans un terrain composé de grès et de calcaire gréseux, près de l’abri de la "ceinture des fenêtres", et qui contient un gisement préhistoriques, où ont été trouvés des restes et des peintures du Mésolithique et du Néolithique. 
Les niveaux les plus profonds correspondent à l'Épipaléolithique et montrent que la grotte fut utilisée à partir du septième millénaire avant l'ère commune. Son usage est attesté jusqu'à l'énéolithique (ou Chalcolithique).

## Art rupestre
Sur la paroi droite de l'entrée, Luis Pericot a trouvé lors de fouilles dans les années 1940, un groupe de peintures rupestres dont l'étude devait être réalisée par Juan Cabré, Cependant, le décès prématuré de ce dernier ne permit pas de mener à bien ces analyses. 
Au cours des années 1970, Francisco J. Fortea reprit les fouilles du gisement de la grotte de la Cuisine, et l'étude des peintures. Il mit en évidence un ensemble de peintures à caractère géométrique, des lignes parallèles, des lignes brisées, des trapézoïdes ainsi qu'un petit triangle de couleur rouge qu'il interpréta comme un nouvel horizon artistique : l'art Linéo-géométrique; précédant l'art Lévantin.
Des analyses ultérieures menées dans les années 1980 par Anna Alonso et Alexandre Grimal Navarro, associèrent ces peintures à l'Art Levantin (datant d'il y a 10 000 à 6500 ans) du fait des techniques utilisées, des structures morphologiques, etc. Ce gisement inclut des fragments de figures lévantines. Ces peintures rupestres appartenant à l'art Lévantin ainsi que toutes les peintures lévantines de la communauté de Valencia ont été déclarées Patrimoine mondial de l'UNESCO en 1998 du fait de leur grande valeur en tant que témoin unique de la capacité artistique et spirituelle des humains préhistoriques.